# Tarsozeuzera fuscipars
Tarsozeuzera fuscipars is een vlinder uit de familie van de Houtboorders (Cossidae). De wetenschappelijke naam van de soort is voor het eerst gepubliceerd in 1902 door George Francis Hampson.
De soort komt voor in Noord-India, China (Yunnan), Vietnam, Thailand, Maleisië en Borneo. 
De rupsen leven op soorten van het geslacht Gliricidia (Fabaceae).